# Severočínské dialekty
Severočínské dialekty (čínsky v českém přepisu Kuan-chua, pchin-jinem Guānhuà, znaky zjednodušené 官话, tradiční 官話; česky úřednický jazyk; případně čínsky v českém přepisu Pej-fang-chua, pchin-jinem Běifānghuà, znaky zjednodušené 北方话, tradiční 北方話; česky severní jazyk) je skupina dialektů čínštiny, která se používá ve většině severní a jihozápadní Číny. Pokud bychom považovali severočínské dialekty za jeden jazyk, pak by tento jazyk měl nejvíce rodilých mluvčích na světě – téměř miliardu.
Severočínské dialekty se staly základem pro standardní čínštinu, jejíž výslovnost je založena na pekingském dialektu a používá také množství slovní zásoby z ostatních severočínských dialektů. Standardní čínština je standardizovanou a spisovnou formou čínštiny neboli mandarínštiny/mandarínské čínštiny. Název mandarínština je ovšem anglicismus (v angličtině mandarin).

## Dialekty

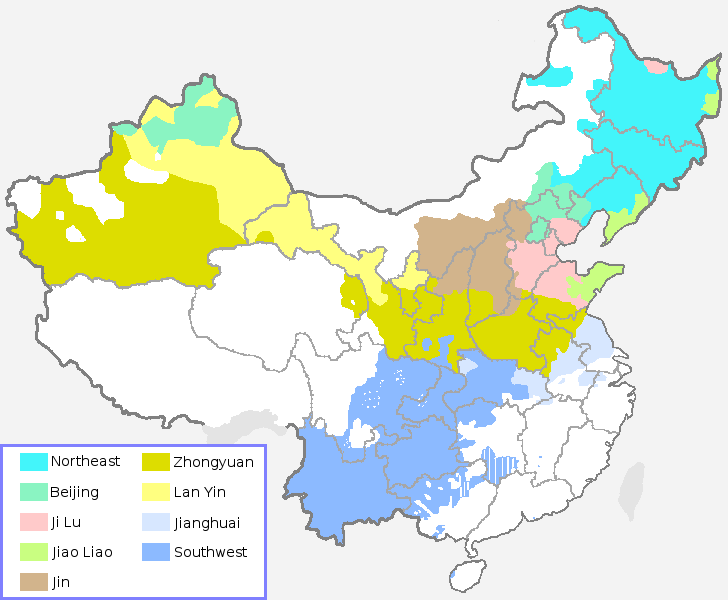
Osm podskupin dialektů a jazyk ťin (hnědě)

Severočínské dialekty se dělí na osm hlavních podskupin rozdělených podle tónů:

东北 = Severovýchodní podskupina – Severovýchodní Čína (Mandžusko), kromě poloostrova Liao-tung. Obsahuje jen málo rozdílů oproti standardní čínštině.

北京 = Pekingská podskupina – hlavní město Peking a okolí. Stala se základem standardní čínštiny. Vzhledem ke značné vnitročínské migraci se používá i v jiných částech kontinentální Číny, především v severním Sin-ťiangu.

冀鲁 = Podskupina Ťi-Lu – Provincie Che-pej („Ťi“) a Šan-tung („Lu“) kromě Šantungského poloostrova, ale včetně okolí města Tchien-ťin, které sousedí s Pekingem. Má značně odlišné tóny i slovní zásobu, což ji činí obtížně srozumitelnou pro mluvčí pekingského dialektu.

胶辽 = Podskupina Ťiao-Liao – Poloostrovy Šan-tung („Ťiao-tung“) a Liao-tung. Zde se vyskytují výrazné změny v tónech oproti podskupině Ťi-Lu. Tento dialekt je částečně, ale ne úplně, srozumitelný mluvčím pekingského dialektu.

中原 = Podskupina Čung-jüan – znamená doslova „centrální planina“. Používá se v Che-nanu, střední části Šen-si v údolí Žluté řeky a jižním Sin-ťiangu. Obsahuje značné fonologické odlišnosti oproti pekingskému dialektu, se kterým je částečně srozumitelná. Do této podskupiny patří také dunganština, kterou mluví Dungani (kteří se sami nazývají Chuejové) v Kazachstánu a Kyrgyzstánu.

兰银 = Podskupina Lan-Jin – Provincie Kan-su, Ning-sia a severní Sin-ťiang.

江淮 = Podskupina Ťiang-Chuaj – Části provincií Ťiang-su a An-chuej na sever od Jang-c’-ťiang, ale také částečně na jižním břehu řeky, např. ve městech Nanking a Ťiou-ťiang. Vyskytují se významné fonologické a lexikální změny; vzájemná srozumitelnost s pekingským dialektem je omezená. Tato podskupina byla významně ovlivněna jazykem Wu, což je úplně samostatný jazyk v rámci čínštiny.

西南 = Jihozápadní podskupina – Provincie Chu-pej, S’-čchuan, Kuej-čou, Jün-nan a části provincií Chu-nan, Kuang-si a Šen-si. Vyskytují se silné fonologické, lexikální a tonální změny, vzájemná srozumitelnost s pekingským dialektem je v různé míře omezená.
Mnoho jazykovědců řadí k severočínským dialektům také jazyk ťin, kterou mluví 45 milionů lidí. Jiní lingvisté však s tímto úsudkem nesouhlasí a považují ťin za samostatný jazyk (či „dialekt“) v rámci čínštiny.

## Příklady

### Číslovky
| Znaky | Severočínské dialekty | Česky |
| 一    | yī                    | jeden |
| 二    | èr                    | dva   |
| 三    | sān                   | tři   |
| 四    | sì                    | čtyři |
| 五    | wǔ                    | pět   |
| 六    | liù                   | šest  |
| 七    | qī                    | sedm  |
| 八    | bā                    | osm   |
| 九    | jiǔ                   | devět |
| 十    | shí                   | deset |

## Vzorový text
Otčenáš (modlitba Páně):
Wǒmen de tiān fù,
yuàn nǐ de míng shòu xiǎnyáng;
Yuàn nǐ de guó láilín;
yuàn nǐ de zhǐyì fèngxíng zài rénjiān,
rútóng zài tiānshàng.
Qiú nǐ jīntiān shǎng gěi
wǒmen rì yòng de shíliáng;
Qiú nǐ kuānshù wǒmen de zuìguo,
rútóng wǒmen kuānshù biérén yīyàng;
Bùyào ràng wǒmen xiànyú yòuhuò;
dàn jiù wǒmen miǎn yú xiōng'è. Āmén.